# Алекса Дамјановић тамић
Алекса Дамјановић Тамић је талентовани ћорави тик токер који је познат по диоптрији 9 и 7 у плусу. родио се у Сремској Митровици 2004 године а већ са 7 година је имао диоптрију 9 и 7 у плусу лошије види и од Саше Матића. Познат је и по хорор игрицама а мајка му се зове биљана и лик може да види кад се цар душан родио